# 埃米尔·西格
埃米尔·西格（德語：Emil Sieg，1866年—1951年），又译谢喀，德国梵文、吐火罗语专家。

## 生平
1908年埃米尔·西格和威廉·西格林两位学者研究德国探险家阿尔贝特·格林韦德尔和阿尔伯特·冯·勒柯克从中国新疆吐鲁番地区带回来的未知文字残片，鉴定为两种方言:定名为方言A、方言B，并将方言A称为吐火罗语。
1920年西格接替印度学家赫曼·欧登保成为德国哥廷根大学印度学系主任。
1924年西格和西格林两位学者出版《吐火罗文语法》详细叙述吐火罗语的名词、动词、形容词、人称变化、单数、复数、现在式、过去式等文法。
1941年埃米尔·西格曾教授中国学者季羡林吐火罗语、梵文经典《十王子传》、《大疏》、《梨俱吠陀》。

## 著作
- 《来自新疆的梵文语法残卷》1907
- 《吐火罗文语法》